# Golekane Mosveu
Golekane “George” Mosveu (* 16. August 1948) ist ein ehemaliger botswanischer Langstreckenläufer.

## Karriere
Golekane Mosveu schied bei den Olympischen Sommerspielen 1980 in Moskau im Wettkampf über 10.000 Meter im Vorlauf aus.
Ursprünglich arbeitete er in den Platin-Minen in Südafrika (1966–1971). Später zog er nach Gauteng, wo er in der Kloof Mine arbeitete. Dort wurde seine Fitness bemerkt und er wurde für das Leichtathletikteam von Botswana verpflichtet. Er nahm an Wettbewerben in Südafrika und Rhodesien (dem heutigen Simbabwe) teil. Er trat auch bei den Commonwealth Games 1974 und 1986 an. Später arbeitete er wieder in den Minen, wo er bis 1998 arbeitete.